# 耶稣是主
耶稣是主（Kýrios Iēsoûs），是源自基督教《新約聖經》的簡短基本信條，為许多基督徒的信仰声明，承認耶穌同時是完全的神與人。普世教会协会和肯尼斯·科普兰（Kenneth Copeland）也采用它作为格言。

## 作为信条
许多基督教教派都曾争议，如何断定一个人是基督徒。于是他们写成信经作为获得成员资格的必要条件。“耶稣是主”的声明是现在最基本的基督教信条，這個信條可以追源到使徒保羅。
《罗马书》第10章第9節：“你若口里认耶稣为主，心里信神叫他从死人中复活，就必得救。”

## 作为政治声明
“耶稣是主”的声明在当时被武断地解释为基督徒卷入了政治活动。在1世纪，早期基督徒故意采用“耶稣是主”的声明，恰好与罗马公民的常用问候语——“凯撒是主”形成对照。这个声明意味着耶稣本人和早期基督徒被视为一种政治威胁。在罗马世界，凯撒自认为神，不容他人挑战。“耶稣是主”的声明被理解为进行政治颠覆，直接挑战现存秩序，以及罗马政治与宗教的紧密连结。